# GAC Changfeng Motor

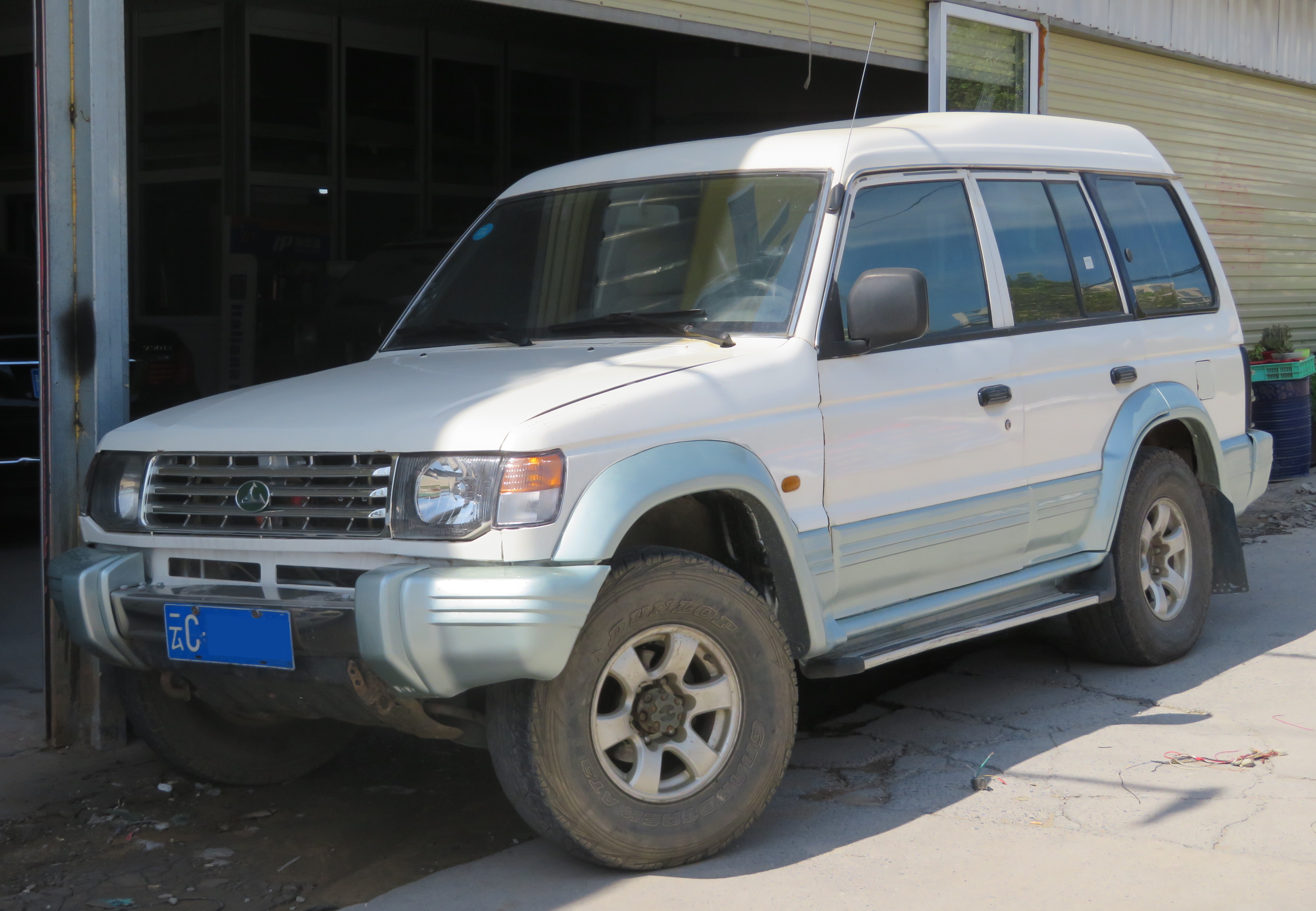
Changfeng Liebao

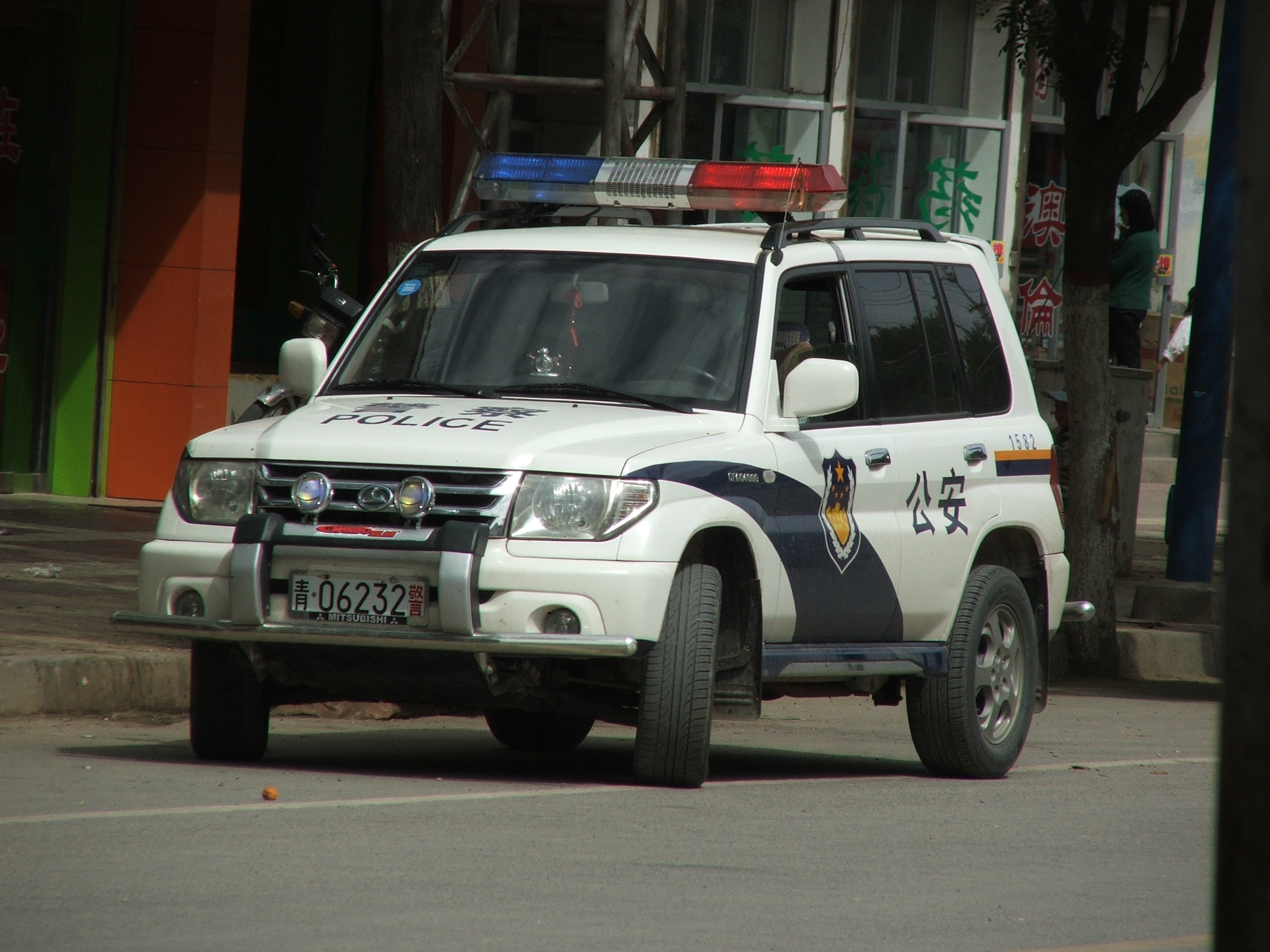
Changfeng Liebao Feiteng

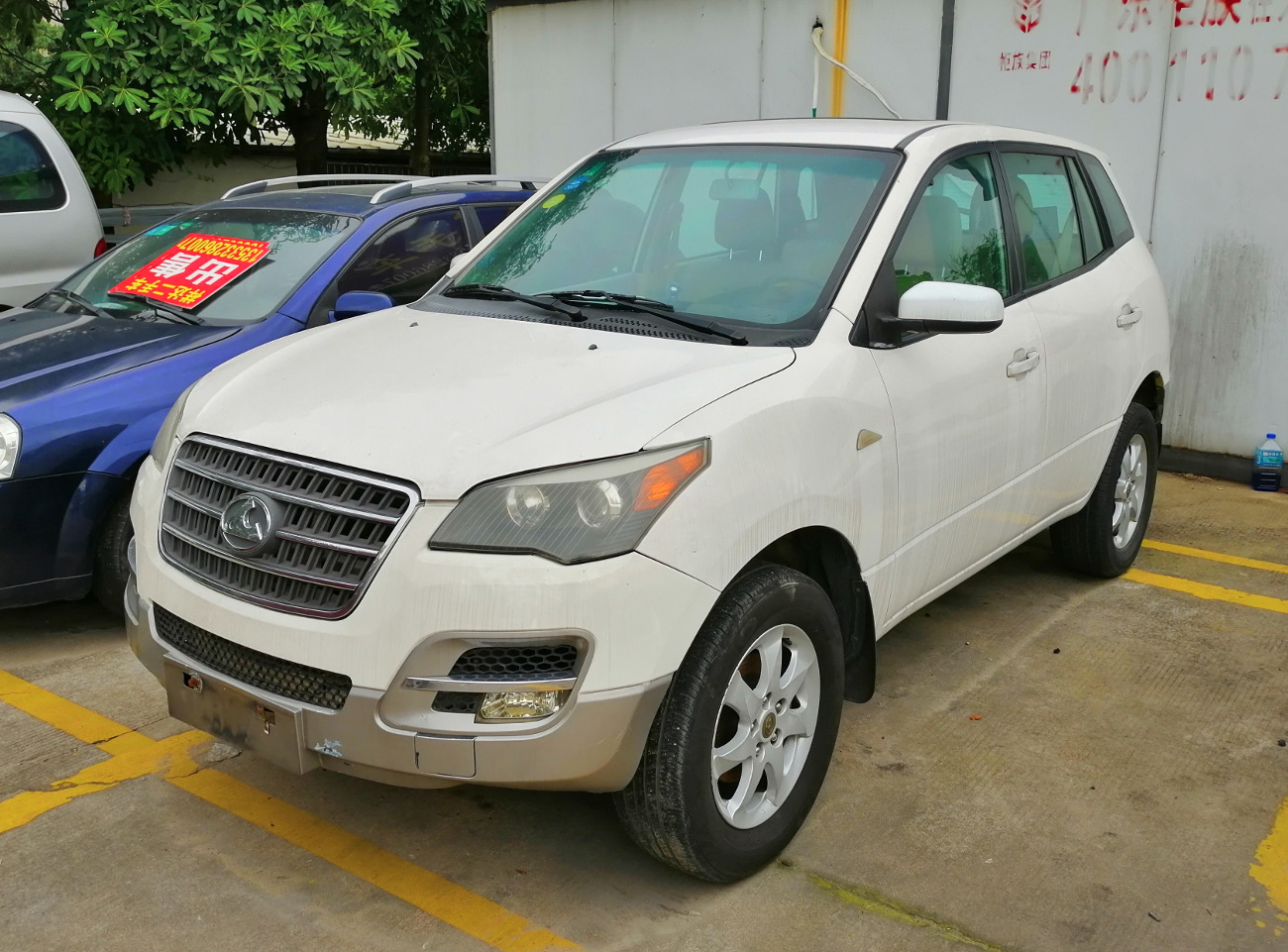
Changfeng Liebao CS7

GAC Changfeng Motor ist ein Unternehmen aus der Volksrepublik China, das in der Vergangenheit Automobile hergestellt hat.

## Unternehmensgeschichte
Das Unternehmen aus Yongzhou geht zurück auf People’s Liberation Army Works No. 7319, gegründet im Juni 1950. Ab 1984 oder 1988 entstanden Prototypen. 1988 begann die Produktion von Automobilen. Der Markenname lautete Changfeng. 1994 oder 1995 kam es zu einer Verbindung mit Mitsubishi Motors.
1996 erfolgte die Umfirmierung in Changfeng Auto Manufacturing. Eine Quelle sieht 1996 als Gründungsjahr an. Im gleichen Jahr wurde die Changfeng Group gegründet, zu der das Unternehmen damals gehörte. Das Jahr der Umbenennung in Hunan Changfeng Auto Manufacturing ist nicht überliefert. Es werden auch die Firmierungen Hunan Changfeng Automobile und – insbesondere in Verbindung mit dem Börsencode 600.991 – Hunan Changfeng Motor sowie Hunan Changfeng Motors genannt. 
Am 21. Mai 2009 übernahm die Guangzhou Automobile Industry Group 29 % der Changfeng Group. Danach wird die Firmierung Guangzhou Automobile Changfeng genannt. Für April 2012 ist die Firmierung GAC Changfeng Motor überliefert, weiterhin mit der Nummer 600.991. Bloomberg L.P. bestätigt diese Firmierung, und gibt außerdem an, dass der Sitz in Changsha sei.
Offensichtlich endete die Fahrzeugproduktion Ende 2014 oder im Laufe des Jahres 2015. Denn für die Nachfolgemarke Leopaard, die Ende 2014 auf dem Markt erschien, gilt Hunan Leopaard Motors als Hersteller.
Im Annual Report 2019 des Konzerns wird He Jinpei als Supervisor des Unternehmens bezeichnet. Es ist nicht bekannt, ob das Unternehmen weiterhin existiert und was es produziert.

## Produktionszahlen
| Jahr | Produktionszahl | Quelle       |
| ---- | --------------- | ------------ |
| 2000 | 10.467          | [ 2 ] [ 11 ] |
| 2001 | 10.447          | [ 2 ] [ 11 ] |
| 2002 | 15.067          | [ 2 ] [ 11 ] |
| 2003 | 29.236          | [ 2 ] [ 11 ] |
| 2004 | 24.986          | [ 11 ]       |
| 2005 | 24.732          | [ 1 ]        |
| 2006 | 23.574          | [ 1 ]        |
| 2007 | 25.785          | [ 1 ]        |
| 2008 | 26.816          | [ 5 ]        |
| 2009 | 34.279          | [ 7 ]        |